# Saba (artist)
Anna Saba Lykke Oehlenschlæger, född 11 augusti 1997 i Addis Abeba, känd under artistnamnet SABA, är en dansk sångerska, skådespelerska och modell. Hon  representerade Danmark i Eurovision Song Contest 2024 med låten "Sand".

## Biografi
Anna Saba (född Saba) Lykke Oehlenschlæger och hennes tvillingsyster Andrea (född Sara) Lykke Oehlenschlæger föddes den 11 augusti 1997 i Addis Abeba, Etiopien. De adopterades vid åtta månaders ålder och växte upp i Ringkøbing, Danmark från den 10 april 1998.
2018 fick Oehlenschlæger diagnosen bipolär I. Hon var inlagd på sjukhus flera gånger fram till 2020, vilket hon förklarade i DR-dokumentären Min sindssyge tvilling från 2020. Hon utövade också självskada under tonåren. Hon är ambassadör för Danska Depressionsförbundet.
Den 25 januari 2024 tillkännagavs att Saba skulle tävla i Dansk Melodi Grand Prix 2024, den danska nationella finalen för Eurovision Song Contest 2024, med låten "Sand" som är skriven av den svenska låtskrivaren och artisten Melanie Wehbe. Saba vann finalen den 17 februari 2024 och fick rätten att representera Danmark i Eurovision Song Contest i Malmö. Den 29 mars 2024 släppte flera deltagare, inklusive Saba, ett gemensamt uttalande som uppmanade till en omedelbar vapenvila i Gaza, samt att all gisslan skulle föras hem. Bidraget kom på en tolfte plats i sin semifinal och kvalificerade sig därför inte till finalen.